# Amt Nusse

Lage des ehem. Amtes KLG Sandesneben im Kreis Herzogtum Lauenburg

Das Amt Nusse war ein Amt im Kreis Herzogtum Lauenburg in Schleswig-Holstein mit Verwaltungssitz in der Gemeinde Nusse.
Das Amt hatte zuletzt rund 4700 Einwohner und eine Fläche von gut 90 km² und umfasste folgende Gemeinden:
1. Duvensee
2. Koberg
3. Kühsen
4. Lankau
5. Nusse
6. Panten
7. Poggensee
8. Ritzerau
9. Walksfelde

## Geschichte
Das Amt entstand 1948 aus den Gemeinden der aufgelösten Ämter Anker, Duvensee und Koberg. Es bestand zunächst aus acht Gemeinden, 1951 erfolgte die Angliederung von Walksfelde. Zum 1. Januar 2008 schlossen sich die Gemeinden des Amtes Nusse mit den Gemeinden des Amtes Sandesneben zum neuen Amt Sandesneben-Nusse zusammen.

## Wappen und Flagge

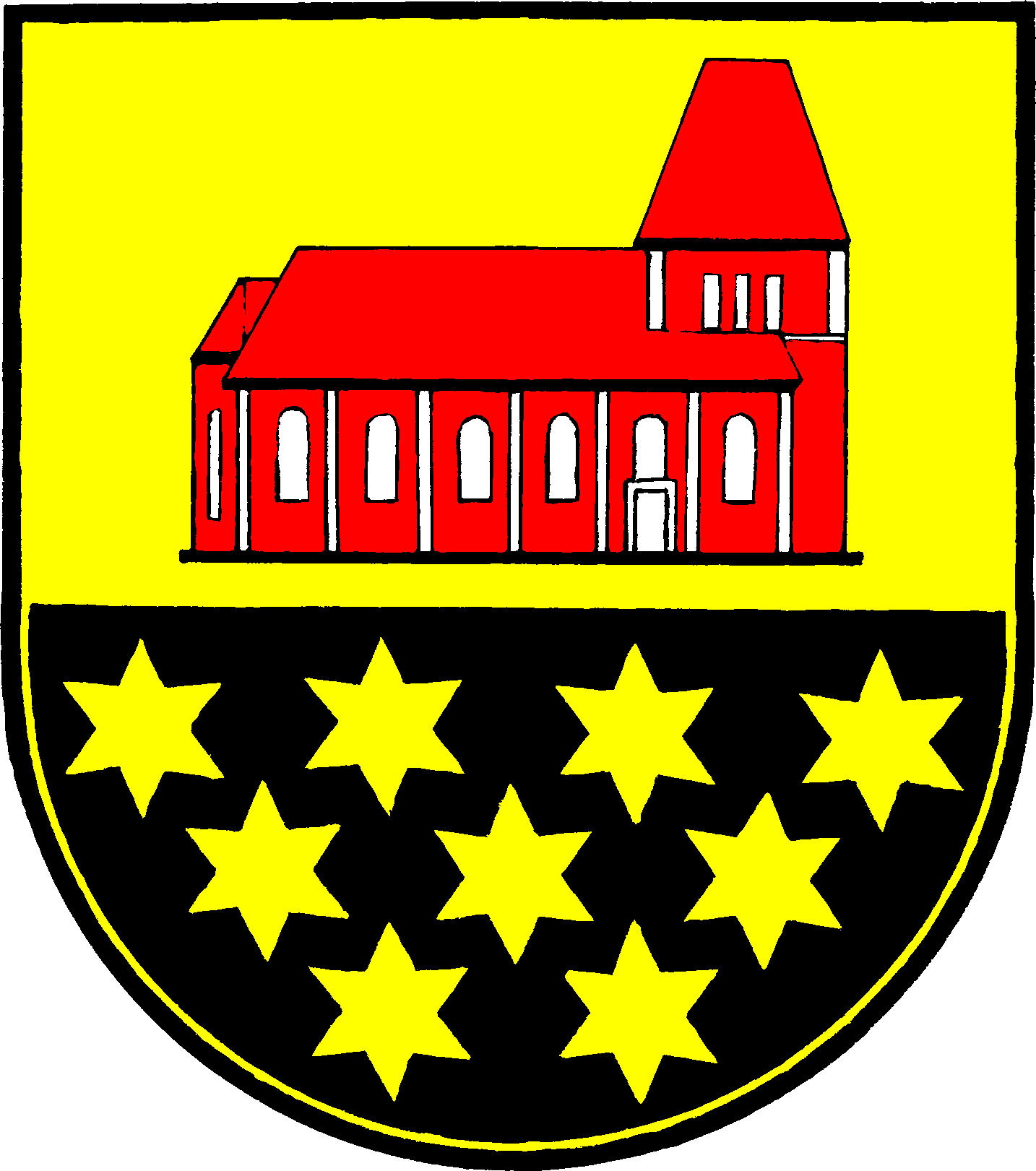
Wappen des ehem. Amtes KLG Nusse

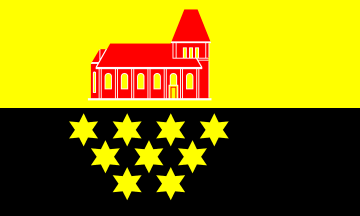
Flagge des ehem. Amtes KLG Nusse

Blasonierung: „Geteilt. Oben in Gold linksgewendet die rote Nusser Kirche mit silberner Tür, silbernen Fenstern und Wandvorlagen, unten in Schwarz neun 4 : 3 : 2 gestellte, sechsstrahlige goldene Sterne.“